# Rivière Takwa
Rivière Takwa är ett vattendrag i Kanada.   Det ligger i provinsen Québec, i den östra delen av landet, 700 km norr om huvudstaden Ottawa.
I omgivningarna runt Rivière Takwa växer i huvudsak barrskog. Trakten runt Rivière Takwa är nära nog obefolkad, med mindre än två invånare per kvadratkilometer.